# Kâma (divinité)
Pour l’article homonyme, voir Kama.
Le dieu Kâma  (en sanskrit कामदेव, Kāmadeva ; de kāma, le « désir » et deva « dieu ») est la divinité hindoue du désir, et plus particulièrement du désir amoureux. Comme l'Éros grec, il utilise un arc et des flèches pour répandre l'amour. Il est le fils de Dharma et de Shraddha. Mentionné dans le Rig-Véda comme le plus puissant des dieux (mais presque chaque dieu védique est loué comme étant « le plus puissant des dieux »), il symbolise le moteur qui pousse les hommes à la perpétuation de leur espèce. En d'autres termes, il symbolise le désir sexuel ou la libido. Par suite, il régente le samsâra.
Le dieu de l'amour est à rapprocher du concept de Kama.

## Origine et légendes
Il est généralement considéré comme naissant de lui-même, qualifié de ananyaja, c'est-à-dire né de nul autre. Son lieu traditionnel de naissance est la ville de Gauhatî dans l'Assam. Son épouse est Ratî ou Revâ, le désir, et son frère Krodha, la colère, son fils Aniruddha, sans-rival, et sa fille Thrishnâ, la soif.
Puissance du désir qui dévore les hommes, l'Atharva-Veda l'identifie à Agni, le dieu du feu. D'après les Brâhmana, il est à la source de la création de l'univers, car il aurait instillé à Brahmâ le désir de ne pas être seul.
À l'origine, Kâma était un être d'une irrésistible beauté, créé par les dieux afin d'obliger Shiva à sortir de son ascèse pour épouser Pârvatî. Il se rendit donc en compagnie du Printemps et de son épouse, sur le mont Kailāsa (Kailash) afin de distraire celui-ci. Il décocha au dieu une de ses flèches mais Shiva, furieux, ouvrit son troisième œil, celui de la destruction, et réduisit Kâma en cendres.
D'après le Rāmāyana, il aurait été envoyé par les dieux, inquiets par la puissance de l'asura Tārakāsura (en), pour réveiller Shiva et que ce dernier le défît. Il subit alors la même punition du dieu en colère.
Cette destruction par Shiva, faisant de lui un dieu sans corps, lui fait parfois porter le nom d'Ananga, « sans corps. » L'épouse de Kâma ayant ému le dieu par ses pleurs, Shiva lui accorda le droit de renaître comme Pradyumna (en).
Kâma est vénéré par les yogis, car lui seul peut libérer du désir.

## Iconographie
Kâma est représenté comme un jeune homme à la peau noire, à deux ou huit bras, possédant un arc en canne à sucre dont la corde est une chaîne d'abeilles et cinq flèches de fleurs, lotus bleu, jasmin, fleur de manguier, champaka et shirîsha, qui représentent les cinq sens. Son vâhana ou véhicule est un perroquet et celui de son épouse, Ratî, un pigeon.

## Kâma dans d'autres cultures
- Au Japon : Yoku
- Daphné et Apollon, dans les Métamorphoses d'Ovide

## Sources
- Louis Frédéric, Dictionnaire de la civilisation indienne, Robert Laffont, 1987, 1276 p. (ISBN 2-221-01258-5)
- Alain Daniélou, Mythes et dieux de l'Inde, Champs Flammarion, 1994